# ズゴダクティリテス
ズゴダクティリテス（学名：Zugodactylites）は、前期ジュラ紀の前期トアルシアン期のアンモナイトであり、Fibulatum帯に生息していたアンモナイト亜綱に属する頭足類の絶滅した属。この属の化石はヨーロッパ、ロシア、カナダで発見されている。
本属の殻の渦は、圧縮されたもの、全ての寸法が均等なもの、あるいは窪んでいるものであった。成体の殻の開口部には襟と狭窄があった。肋は繊細で、縁側に鋭い結節か棘があり分岐していた。繊維状の肋は存在しない。性的二形が知られており、ズゴダクティリテスのシノニムであるガビリテス（Gabillytes）はミクロコンクであった。本属は繊細な肋を持つペロノセラスから進化した。